# مرکز هنری آچی

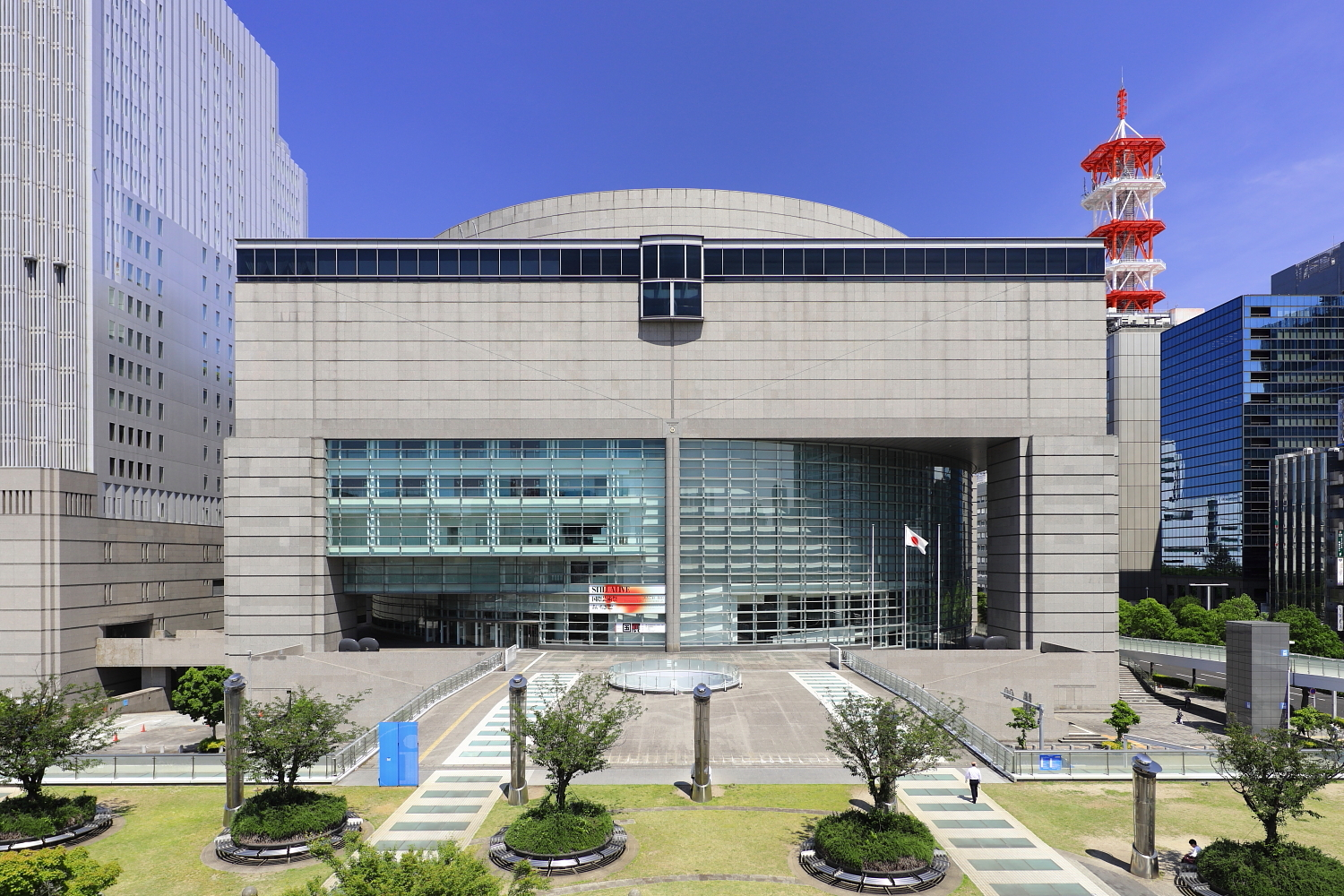
مرحز هنر های آیچی

مرکز هنرهای آیچی (به زبان ژاپنی: 愛知芸術文化センタ)  محل اصلی هنرهای نمایشی در ناگویا، استان آیچی، ژاپن است.

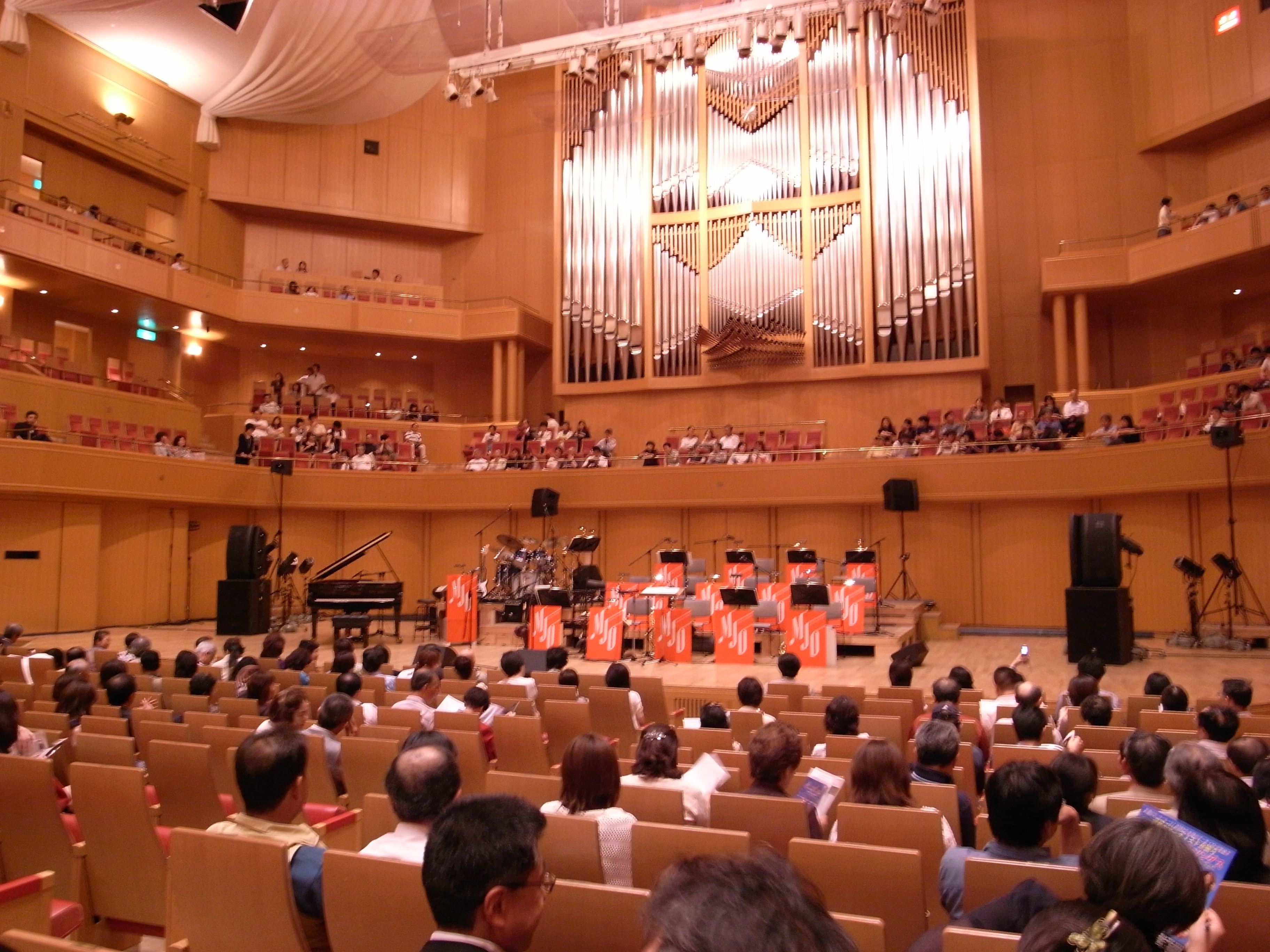
داخل سالن مرکز هنرهای آیچی

این مرکز شامل:
- موزه استان آیچی
- تئاتر هنر استان آیچی
- سالن اصلی
- سالن کنسرت
- خدمات ترویج هنر استان آیچی
- کتابخانه استانی آیچی